# Шаришки Штјавњик
Шаришки Штјавњик (слч. Šarišský Štiavnik) насељено је мјесто са административним статусом сеоске општине (слч. obec) у округу Свидњик, у Прешовском крају, Словачка Република.

## Становништво
| Година:    | 1994. | 2004.    | 2014.   | 2024.    |
| ---------- | ----- | -------- | ------- | -------- |
| Број људи: | 264   | 294      | 292     | 248      |
| Разлика:   |       | +11,36 % | -0,68 % | -15,06 % |

| Година:    | 2023. | 2024.   |
| ---------- | ----- | ------- |
| Број људи: | 249   | 248     |
| Разлика:   |       | -0,40 % |

Према подацима о броју становника из 2024. године насеље је имало 248 становника.